# 星光樂園角色列表
星光樂園角色列表是《星光樂園》的登場角色介紹。遊戲與動畫的配音共通。
- 第一季登場的7位主角的名字發音字首從桃樂絲（ド，Do）、雷歐那（レ，Re）、美莉（み，Mi）、法露璐（ファ，Fa）、菲（そ，So）、（ら，La）至詩音（シ，Si）可組成音調唱名用字。
- 第一季登場的6位主角的姓氏真中、東堂、南、威斯特（ウェスト，West，即西）、北條都是方位。
- 第二季登場的5位新人物的姓氏黑須、白玉、綠風、紫京院、黃木都是顏色。
- 第二季登場的5位新人物的名字都是與五種感官有關，阿洛瑪=aroma=香氛（鼻），蜜柑=mikan=mi（見）（眼），芙羽梨=fuwari=fuwa（軟）（手），響（耳），味美=味（嘴）。

## 遊戲登場人物

### SoLaMi♡SMILE
SoLaMi♡SMILE（空見♡スマイル），第12集完全三人結成儀式，以團體演出，第13集正式起用SoLaMi♡SMILE（空見♡スマイル）作組合名稱。於第2季曾經因系統更新為夢幻劇情模式而因此被強制解散，加上末日戰場的阻攔，於43集再度完成結成儀式，成為系統認可的偶像團體。最終于第138集成為新一代的女神偶像。
- 主題戲劇

| 中文名稱                       | 英文名稱                          | 日本名稱                                   | 使用角色         | 使用畫數                                                   |
| ------------------------------ | --------------------------------- | ------------------------------------------ | ---------------- | ---------------------------------------------------------- |
| Let’s Go! 星光樂園!            | Let's Go PriPara                  | レッツ・ゴー・プリパラ                     | 美莉、啦啦       | 第1、2集                                                   |
| 送給你的驚喜禮物               | Tokimeki Present For You          | ときめき プリゼント・フォー・ユー          | 蘇菲、啦啦、美莉 | 第3、4、5、7集（雙人式）、第22、24、53、90、93集（三人式） |
| 新鮮現做 甜點樂園              | Mogitate Sweet Park               | もぎたて スイーツパーク                    | 蘇菲、啦啦、美莉 | 第6、8、9、10集（雙人式）、第16集（三人式）                |
| 解放少女 夢幻女武神            | Kaiho Otome Valkyria              | 解放乙女 ヴァルキュリア                    | 蘇菲、啦啦、美莉 | 第12集（未完成版）、第13、14、15集（完成版）               |
| 心動！萬聖節派對!              | Toritori! Halloween Party!        | トリトリ！ハロウィンパーティー！           | 蘇菲、啦啦、美莉 | 第17、68集                                                 |
| 五穀豐收 秋色果園              | Minori no Autumn Sweet            | 実りのオータムスイーツ                     | 蘇菲、啦啦、美莉 | 第19集                                                     |
| 送給你的聖誕禮物               | Christmas Present For You!        | クリスマスプレゼントフォーユー             | 蘇菲、啦啦、美莉 | 第25集                                                     |
| 夜空中的閃亮月光漫步!          | Yozora No Moonlight Traveling!    | 夜空のムーンライトトラベリング!            | 蘇菲、啦啦、美莉 | 第29、30集                                                 |
| 向原來的你!獻花的灰姑娘        | Lovely Flower Cinderella          | 貴方のもとへ！ラブリー フラワー シンデレラ | 蘇菲、啦啦、美莉 | 第43、59、61集                                             |
| 要開始囉!親密的甜點派對!       | Nakayoshi Sweets Party            | はじめよう！なかよしスイーツパーティー！   | 蘇菲、啦啦、美莉 | 第47集                                                     |
| 解放少女 夢幻女武神 美神維納斯 | Kaiho Otome Valkyria Beauty Venus | 解放乙女 ヴァルキュリア ビューティビーナス | 第61集           |                                                            |

真中菈菈（Manaka Laala，配音員：茜屋日海夏（日本）、蕭秀玲（台灣）、羅孔柔（香港））
代表顏色：  粉红色
本作主角，可愛系偶像，目標是成為神之偶像，登場於姊妹作《星光少女 群星閃耀》，在本系列機台遊戲初期即登場角色。
主要的穿著品牌為可愛系的Twinkle Ribbon。
平時外貌髮型為淡紫髮包包頭，在星光樂園的造型會變成長髮雙馬尾，身高也增長與中學生相當。
在星光頻道的第118話再次登場，星光頻道機台遊戲也有登場(日本是限定角色；海外只有第一季是永久角色，寶石第三彈再次登場；台灣機台第六彈的2021年12月16日後，節目開場白出現講韓文的BUG)，韓國機台在星光閃耀群星四彈再次登場；台灣機台在星光閃耀群星一彈再次登場。
第1期簡介
就讀私立帕普莉卡學園（私立パプリカ学園）小學部5年級生，見習偶像。
性格明亮活潑，很積極地結交朋友，為朋友著想的心情比別人強大一倍。
口頭禪是「我明白了」，在答應別人事情時會在眼前做出剪刀手勢。台灣與香港則將這一口頭禪譯為「我明白了／我知道了」。
故事開始時對「星光樂園」感到興趣，但礙於校規想放棄，卻意外進入星光樂園並與美莉組隊出道
本人沒有自覺，但她擁有傳說中的「星光美聲Prism Voice」（プリズムボイス）。
雖然擁有「星光美聲Prism Voice」，但似乎不能自如使用。
第2期簡介
帕普莉卡學園小學部6年級生。
在星光樂園在經歷短短9個月的偶像期間，偶像等級類別提升，從主流偶像中的「火熱偶像」中冒起。
當正認為這是一帆風順的兆頭時，突然被宣告組合解散。
一度於夏日、秋日及春日夢幻大賽獲勝并成為夢幻遊行的主角。
而勝出春日夢幻大賽後導致響的城堡開始暴走并成為唯一一個記得星光樂園原本意義的偶像，後與美莉表演令眾人回想起星光樂園真正意義。
第3期簡介
帕普莉卡學園小學部6年級生。
從夢幻大賽發生的種種事情使菈菈獲益良多，現時作為受歡迎的偶像於星光樂園活躍中。
後在星光樂園森林中意外地與小嬰兒珠露露相遇并成为其「母親」负责抚养她长大。
因對珠露露悉心照顧而被珠露露挑選得到超級螢光套裝并成为女神偶像的候选人。
於第一場女神偶像大會中意外發現TRIANGLE的三位成員其實都是自己的親妹妹小音時令她大吃一驚。
在138集成為神之偶像。
偶像時間星光樂園 簡介
本作中她轉學到啪啪拉宿的私立牛油果学园就讀，與本作主角夢川小唯同住一個宿舍。作為主角再次登場（只是第二女主角）。
第1話中她因為星光票卡折到，所以沒辦法用之前的造型進入星光樂園，但後來在第2話中登台演出時重新用到之前的造型（但非常的短暫，表演完後身體又會變小）。
第6話中首次進入參觀男星樂園，第7話得知WITH的夢川正午是結衣的哥哥。
第17話中第二次進入男星樂園陪結衣一起參加WITH的握手簽名會，和WITH首次見面。
第20話中在星海道與正午再次見面。
第38話中其折到的星光票卡因為法拉拉的修復而恢復正常，連帶可以正常使用之前的造型。於第47話中為了救小唯而被帕庫吞下，一起冰封和沉睡於嘉拉拉的黑夜鐘樓中。於第50話甦醒。
第51話中小唯的哥哥正午感謝她一直以來照顧小唯（聽到正午感謝自己而感到害羞和臉紅，其實意味着在啪啪拉宿星光樂園進行任務期間就已經對正午產生了好感，沒察覺自己對他有好感），同時結束了啪啪拉宿星光樂園的任務，被派往另一個星光樂園。 那時對小唯獨地說「雖然要說再見，但不是永別。」 另外，還擔任小唯的護送。
官方漫畫版的分載中的情人節篇中提及她很害羞地把親手做的朱古力送給正午。
偶像樂園星光樂園 簡介
本作作為主角再次登場（只是第二女主角）。
於「男星樂園 STAGE-偶像樂園的死亡-」真人舞台劇版被WITH的今宵提及很努力地幫助元偶像們記起曾經做偶像的記憶。
第2話在星元宿星光樂園與穿着山羊裝的正午再次重逢。
- 主題戲劇

- 送給你的驚喜禮物（Tokimeki Present For You）『ときめき プリゼント・フォー・ユー』

使用於本劇第36集。
- 一起來星光樂園！(Let's Go ）『レッツ・ゴー・プリパラ』

使用於本劇第39集。
- 向原來的你!獻花的灰姑娘（Lovely Flower Cinderella）『貴方のもとへ！ラブリー フラワー シンデレラ』

使用於本劇第50集。
魅力特點是「可愛」，魅力顏色是「粉紅色」。
南美莉（Minami Mirei，配音員：芹澤優（日本）、謝佼娟（台灣）、凌晞（香港））
代表顏色：  蓝色
流行系偶像，機台遊戲初期即登場角色，另於2015年系列增加"南美莉"姿態。
主要的穿著品牌為流行系的Candy Alamode。
平時外貌為棕髮馬尾並配戴眼鏡的平凡樣貌，在星光樂園時則是完全不同的金髮碧眼造型。好勝
星光頻道機台遊戲也有登場(日本是限定角色；海外只有第一季是永久角色，寶石第三彈再次登場。台灣機台在第二彈穿上除了閃亮造型之外的girls yell服裝就會觸發講韓文配音的BUG)，韓國機台在星光閃耀群星四彈再次登場；台灣機台在星光閃耀群星一彈再次登場。
第1期簡介
就讀私立帕布莉卡學園中學部1年A班，為風紀委員。
頭腦清晰、成績優秀。
校內的口頭禪是「預計之內」、「預計之外」，偶像身分時的口頭禪是「Pop Step Get You！」。
偶像身分時的語尾口癖是「噗哩，puri」（ぷりっ），但平時形象並不會使用。
在校內以風紀委員的身分與嚴厲的個性掩飾偶像身分，直到與菈菈組隊讓菈菈成為首個知道她的身分的人。
在不再說「噗哩」的事件中，在32集的早會時向全校學生公布自己是SoLaMi♡SMILE中的「美莉」。
第2期簡介
帕布立卡學園中學部2年A班。
以前因以角色塑造的偶像形象與平日自己的差距而煩惱。
因為不再說「噗哩」的事件而造就現在的自己，並且接受了自己真實的一部份。
在新的學期擔任風紀委員的同時，亦被任命為學生會會長。但發罰單的職責卻一如往常。
曾一度因為輸給名流樂園歌劇團心靈受到打擊，後受到菈菈他們鼓勵而重新振作。
於第82話再與響訂立契約，如果努力隊伍其中一位成員成為頂級偶像便可參加春日夢幻大賽，後來美莉到達頂級偶像門檻，全隊都可以參加春之夢幻大賽。
後勝出春日夢幻大賽并得到夢幻游行的表演資格。
第3期簡介
帕布立卡學園中學部2年A班。
雖然一度放棄成為偶像，但受到好友鼓勵而重新振作，是一名努力型偶像。
因真心照顧珠露露而被珠露露挑選得到超級螢光套裝并成为女神偶像的候选人。
在138集成為女神偶像。
偶像時間星光樂園 簡介
本作中她在大阪的星光樂園海洋館工作，并經常與菈菈保持聯絡。
第4話中她來到啪啪拉宿的星光樂園探望菈菈，并以自己的魅力為啪啪拉宿的星光樂園吸引來大量觀眾。也是在這一話中她在與私立牛油果学园的風紀委員長地獄耳子的風紀委員長對決中大獲全勝，令後者甘拜下風的同時也讓後者對美莉恨之入骨。
第17話中首次進入參觀男星樂園，和WITH首次見面，得知夢川結衣和WITH的夢川正午二人的關係。
正午。
偶像樂園星光樂園 簡介
於「男星樂園 STAGE-偶像樂園的死亡-」真人舞台劇版被WITH的今宵提及很努力地幫助元偶像們記起曾經做偶像的記憶。
第2話在星元宿星光樂園與穿着山羊裝的WITH再次重逢。
- 主題戲劇

- 新鮮採摘 甜蜜果園（Mogitate Sweet Park）『もぎたて スイーツパーク』

使用於本劇第41,84集。
魅力特點是「流行」，魅力顏色是「藍色」。
北條索菲（Hojo Sophy ，配音員：久保田未夢（日本）、傅其慧、沈育如(閃耀吧！星夢頻道機台遊戲)（台灣）、葉曉欣（香港））
代表顏色：  紫色
型格系偶像，在機台遊戲於1st live9月加入可解禁玩家角色。
主要的穿著品牌為型格系的Holic Trick。
與菈菈和美莉相比，平時外貌與偶像形象並無太大差異。
星光頻道機台遊戲也有登場(日本是限定角色；海外只有第一季是永久角色，寶石第三彈再次登場)，韓國機台在星光閃耀群星四彈再次登場；台灣機台在星光閃耀群星一彈再次登場。
第1期簡介
現役人氣偶像，有着紅色長直髮的少女。就讀私立帕布莉卡學園中學部2年級生。
從年幼時候開始，就擔任偶像職務活躍於「星光樂園」中。
擁有頗高的人氣與知名度，是學校裡同學們的崇拜對象；但她鮮少與其他同學有所互動。
事實上在沒有最愛的酸梅（平常食用的是名為「Red Flash（閃亮紅光，港台均譯為紅色寶石）」的酸梅乾）的時候會變得頹廢沒幹勁，且體力和方向感極差。此事在支持者面前是最高機密；若食用傳說中的「Celeb Flash（精選閃光，香港譯為名流寶石）」的酸梅品種，則可維持長時間的活力。
大多生活作息需要姐姐和親衛隊協助，也是名超級路癡。
第2期簡介
帕布立卡學園中學部3年級生。
沒有「Red Flash」（酸梅乾）便會變得「Fancy Mode」（夢遊模式）的情況持續不變。
不過，改變的是：不再過份依賴「Red Flash」而是靠自己力量努力向前的姿態。
受紫京院響邀請加入天才組合，第79話離隊，但是在第80話被南美莉要求待在名流歌劇團。
第3期簡介
帕布立卡學園中學部3年級生。
沒有「Red Flash」（酸梅乾）已經不會變得「Fancy Mode」（夢遊模式）的情況已變。
第97集中成为第三个神之偶像的候选人。
在138集成為女神偶像。
偶像時間星光樂園 簡介
第7話中她從星光樂園的福岡支部來到啪啪拉宿的星光樂園探望菈菈，還有順利去參加啪啪拉宿的星光樂園TV節目擔任特別嘉賓。
第17話中首次進入參觀男星樂園，和WITH首次見面，得知夢川結衣和WITH的夢川正午二人的關係。
偶像樂園星光樂園 簡介
於「男星樂園 STAGE-偶像樂園的死亡-」真人舞台劇版被WITH的今宵提及很努力地幫助元偶像們記起曾經做偶像的記憶。
第2話在星元宿星光樂園與穿着山羊裝的WITH再次重逢。
- 主題戲劇

- 解放少女 夢幻女武神（Kaiho Otome Valkyria）『解放乙女 ヴァルキュリア』

使用於本劇第11集（未完成）、第18集（真完成版）。
- 解放少女 春之女神（Kaiho Otome Primavera）『解放乙女 プリマヴェーラ』

使用於本劇第42集。
魅力特點是「型格」，魅力顏色是「紫色」。

### Dressing Pafé
在星光樂園（女星樂園）裏面唯一一個男女偶像組合隊伍。於第2期曾經因系統更新為夢幻劇情模式而因此被強制解散，加上末日戰場的阻攔，於44集再度完成結成儀式，成為系統認可的偶像團體。於偶像時間星光樂園第49話結尾成為天神偶像。(後來把皇冠還回去了)
- 主題戲劇

- 音響全開 2x3搖滾!（Stereo Zenkai 2x3 = Rock!）『ステレオ全開 2x3=Rock!』

使用於本劇第14、15、28、30、51、52集。
- 全力衝刺!!高飛熱氣球!（Zenryoku Dash!! Tobase Balloon!）『全力ダッシュ!!飛ばせバルーン!』

使用於本劇第18、22、23、44、49集。
- 興奮刺激! 幸運渡假區（Ukiuki! Fortune Resort）『ウキウキ! フォーチュン リゾート』

使用於本劇第60集。
東堂詩音（Todo Sion，配音員：山北早紀（日本）、許雲雲（台灣）、陳琴雲（香港））
代表顏色：  綠色
第13話登場。酷炫系偶像，在平時與星光樂園皆為深紫色側馬尾造型。
主要的穿着品牌為酷炫系的Baby Monster。
在機台遊戲於2nd live10月加入可解禁玩家角色。
星光頻道機台遊戲限定海外版登場(寶石第一彈起刪除)，韓國機台在星光閃耀群星五彈再次登場；台灣機台在星光閃耀群星二彈再次登場。
第1期簡介
私立帕普莉卡學園中學部1年C班。
於世界圍棋錦標賽五連霸的學生冠軍。因認為業界已沒有對手而暫告別圍棋界，轉向美妙天堂發展。
會以冷靜沉實的性格，讀取氣場與潮流來取得勝負。
與同樣是智囊的同學美莉極為不合。
圍棋用語和四字成語總是掛在嘴邊。口頭禪是「Let's下棋（レッズ イゴ）！」。
第2期簡介
帕布立卡學園中學部2年級生。原本是圍棋冠軍的學生。
說話時常會混入圍棋用語及四字成語。
與桃樂絲和雷歐那3人為「Dressing Pafé」組隊，團隊凝聚力強大，和「SoLaMi♡SMILE」相等。
和菈菈一樣也被要求隊伍要強制解散。
被阿洛瑪當作加入其隊伍的目標之一，但是第75話加入響的天才組合，第80集離隊，不過被美莉要求待在名流歌劇團。
魅力特點是「酷炫」，魅力顏色是「紫色」。
第3期簡介
第99集中成为第五个神之偶像的候选人。
偶像時間星光樂園 簡介
本作第10話中她來到啪啪拉宿，并在與虹色仁乃對戰競技歌牌中大獲全勝。
第11話中幫助正在進行壘球比賽的仁乃等人追回落後的比分。
第49話中成為天神偶像。
- 主題戲劇

- 搖滾噴氣秀 ONAIR（Rock'n Jet Show ONAIR）『ロックンジェットショウオンエア』

使用於本劇第62集。
桃樂絲·威斯特（Dorothy・West，配音員：澁谷梓希（日本）、巫玉羚（台灣）、鄭麗麗（香港））
代表顏色：  水色
第11話登場。流行系偶像，特徵是藍色短髮與藍眼睛。與雷歐那是雙胞胎。
主要的穿著品牌為流行系的Fortune Party。
在機台遊戲於2nd live11月加入可解禁玩家角色。
星光頻道機台遊戲限定海外版登場(寶石第一彈起刪除，台灣機台第六彈的2021年12月16日後，在選角色介面，點到桃樂絲，就會有講韓文的BUG)，韓國機台在星光閃耀群星五彈再次登場；台灣機台在星光閃耀群星二彈再次登場。。
第1期簡介
第18話轉學入帕布莉卡學園中學部1年B班。有父親加拿大血統與母親日本血統的混血少女。
儘管看似是天生的明星相，但卻有像小惡魔的一面。
登場初時應美莉的偶像隊伍的缺額，因為希望搭檔雷歐那加入而被拒絕，與小兔合作誓言打敗「SoLaMi♡SMILE」。
第一人稱「我」（ボク）。口頭禪是「活力四射！」。
第2期簡介
帕普利卡學園中學部2年D班。
雷歐那的雙胞胎姐姐，有點小惡魔的個性的偶像。
只有在「Dressing Pafé」及菈菈們的交流之中，才會看到坦率又可愛的一面。
因為毒舌被阿洛瑪看上。
魅力特點是「流行」，魅力顏色是「水色」（ライトブルー）。
第3期簡介
第100集中成为第七个神之偶像的候选人。
偶像時間星光樂園 簡介
在應用遊戲《プリパズ（PURIPAZU）》「從早到晚！ WITH SUPER LIVE」的原創故事中被WITH其中兩個成員朝日和今宵誤會是個男生。
本作第10話中她與雷歐那一起在「忍者文字燒」吃飯。
第12話中她與雷歐那一起幫助仁乃贏得壘球比賽并掩護仁乃擺脫地獄耳子糾纏令其前往星光樂園參加偶像時間大賽。
第49話中成為天神偶像。
雷歐那·威斯特（Reona・West，配音員：若井友希（日本）、鄭可欣（台灣）、何寶珊（香港））
代表顏色：  藍色
第12話登場。流行系偶像，與桃樂絲是雙胞胎。
主要的穿著品牌為流行系的Fortune Party。
在機台遊戲於2nd live11月加入可解禁玩家角色。
他是第一個也是唯一一個可以自由進入星光樂園（女星樂園）的男性，另外同時可以自由進入男星樂園。
星光頻道機台遊戲限定海外版登場(寶石第一彈起刪除，台灣機台第四彈，穿上除了閃亮造型之外的girls yell服裝就會觸發講韓文配音的BUG)，韓國機台在星光閃耀群星五彈再次登場；台灣機台在星光閃耀群星二彈再次登場。
第1期簡介
第18話轉學入帕布莉卡學園中學部1年A班就讀。特徵是粉紅色短髮與粉紅眼睛，左眼角有痣。
性格文靜、待人隨和；沒有桃樂絲便會畏縮不前，什麼事也做不好。
實際性別為男性，為了追隨桃樂絲，在星光樂園裡以女裝偶像的身分活躍。直到以男性校服之姿現身前未被菈菈等人察覺到，連大神田葛蘿麗亞在得知後相當傻眼並昏倒。
口頭禪是「既然桃樂絲這樣說，我也......」和「悠遊自在」
第2期簡介
帕布立卡學園中學部2年A班，桃樂絲的雙胞胎弟弟。
明明是男孩子卻不知道為什麼會收到星光樂園的票根，和姐姐一起成為星光樂園的偶像。
一直都很隨和的認同別人的意見，不過卻有著「不論怎樣都想幫助他」的意志，實際上有著很堅強的一面。
於第85話離開努力隊伍，加入名流樂園歌劇團。
魅力特點是「流行」，魅力顏色是「藍色」（ブルー）。
第3期簡介
第99集中成为第六个神之偶像的候选人。
偶像時間星光樂園 簡介
本作中（TV動畫版）沒有去男星樂園的描寫，但在《劇場版星光樂園 一起閃耀吧！閃亮亮☆星光LIVE！》結尾最後介紹男星樂園的場面中有登場之外，在應用遊戲《プリパズ（PURIPAZU）》「從早到晚！ WITH SUPER LIVE」的原創故事中提及他去參加星星元宿男星樂園演出，還有和WITH三人有交流的描寫（和三人是朋友關係），另外3DS遊戲中提及他有自由進入男星樂園參加演出的描寫。
本作第10話中她與桃樂絲一起在「忍者文字燒」吃飯。
第12話中她與桃樂絲一起幫助仁乃贏得壘球比賽并掩護仁乃擺脫地獄耳子糾纏令其前往星光樂園參加偶像時間大賽。
第32話中，和響一起擔任了男女星光樂園聯合活動「星夢慶典」的主持人，穿著男星樂園那邊的套裝出場（這個已經暗示他有去過男星樂園。）
第49話中成為天神偶像。
偶像樂園星光樂園 簡介
本作中第5話再次去了男星樂園（這次是偷偷地跟紫京院響去的），四眼弟弟和男星樂園的男偶像們被他的可愛魅力迷住了，被夢川正午妒忌自己的可愛魅力比其更加好，被其開始視為對手。有出場去觀看紫京院響和馬利奧的演出決戰，還有和四眼哥哥擔任兩人的演出主持人。知道馬利奧是最近在男星樂園大肆破壞的人。

### 卡露末日戰場（Aromageddon）
前隊名為末日戰場(Aromageddon)（アロマゲドン），後因卡露露加入而更改為卡露末日戰場（Gaarmageddon）。
黑須阿洛瑪（Kurosu Aroma，配音員：牧野由依（日本）、許雲雲（台灣）、梁少霞（香港））
代表顏色：  紫色
第2期簡介
酷炫系偶像，就讀私立帕普莉卡學園小學部6年級生。
自稱是來自魔界使者的惡魔系偶像。自稱為「吾（われ）」。
雖然現在會用惡魔的語氣說話，但以前並不會。
主要的穿着品牌為酷炫系的Holic Trick classic，在108集之后開始穿着的品牌為自創品牌的Love Devi。
為了讓菈菈加入自己隊伍，對策著如何拆散她的隊伍。
與蜜柑為幼稚園時起的摯友。
第86話，勝出春季夢幻大賽，導致響的城堡開始暴走。（不是阿洛瑪的錯）
魅力特點是「酷炫」，魅力顏色是「紫色」。
第3期簡介
第104集中成为第八個神之偶像的候選人並自創品牌Love Devi。
偶像時間星光樂園 簡介
本作第13話中她因為闖禍炸壞了天堂宿的美妙天堂而被流放到啪星園宿，開時始轉學到私立阿波卡特学園就讀。
白玉蜜柑（Shiratama Mikan，配音員：渡部優衣（日本）、傅其慧（台灣）、陳皓宜、何璐怡（代配）（香港））
代表顏色：  粉紅色
第2期簡介
可愛系偶像，就讀私立帕普莉卡學園小學部6年級生。
自稱是能使用神的力量的天使系偶像。
一直都是輔佐著阿洛瑪行動著。
主要的穿着品牌為可愛系的Silky Heart，在108集之后開始穿着的品牌為Love Devi。
自稱為「蜜柑（みかん）」，語末都會加上，是個愛吃的偶像。
與阿洛瑪為幼稚園時起的摯友。
第76話加入紫京院響的天才組合，後於第78集因想為阿洛瑪再次表演而離隊。
第85話雷歐那·威斯特由於離開努力隊伍，加入 努力隊 ，於是接替雷歐那·威斯特的位置。
魅力特點是「可愛」，魅力顏色是「粉紅色」。
第3期簡介
第104集中成为第九个神之偶像的候选人。
偶像時間星光樂園 簡介
本作第13話中她因為闖禍炸壞了天堂宿的美妙天堂而被流放到啪啪拉宿，并轉學到私立牛油果学园就讀。
卡露璐（Gaaruru，配音員：真田麻美（日本）、許雲雲(變小) 謝佼娟(變大)（台灣）、何晶晶→張頌欣（香港））
代表顏色：  粉紅色
可愛系偶像，法露璐的妹妹之一，長相與其他姊妹不同。
與其他姊妹相反，由各個少女「不能成為夢想中的自己」的怨念而誕生的歌姬娃娃。
第2期簡介
主要穿著品牌為可愛系的Marionette Mu，在108集之后開始穿着的品牌為Love Devi。
於第70話與法露璐回樂園宿遊玩。
於第80話出道當偶像。
魅力特點是「可愛」，魅力顏色是「粉紅色」。
當中並帶有一個金色蝴蝶結。
於出道表演中因技巧未完全純熟而絆倒，但她的決心受美莉感動，促使她再度回星光樂園當偶像。
第83話完成演出，與主角們告別後回去PriPari。
第88話夢幻遊行中回來，並吃掉法露璐手中的毛毛蟲，體型變回小孩。當進行表演時會變回原樣。
遊戲版在6th LIVE2月登場，已經在2月14日開放。
第3期簡介
第105集中成為第十屆神之偶像的候選人，並發現折開美妙卡後也不會有事（因為和阿洛瑪她們的感情）。
偶像時間星光樂園 簡介
本作第13話中她因為闖禍炸壞了天堂宿的美妙天堂而被流放到啪啪拉宿。
- 主題戲劇

- 歡迎光臨！我的甜蜜幸福房間（Yokoso! Sweet Happy My Room）『ようこそ！スイートハッピーマイルーム』

使用於本劇第80集。

### Tricolore
法露璐（Falulu，配音員：赤崎千夏（日本）、鄭可欣（台灣）、黃昕瑜（香港））
代表顏色：  黃綠
於本作首話登場，可愛系偶像，特徵為綠色大捲髮和灰瞳。
主要的穿著品牌為可愛系的Marionette Mu。
無論是舞蹈實力、時尚品味、星光美聲都達到偶像的最高資質。
星光頻道機台遊戲限定海外版登場(只有第一季)。
第1期簡介
不斷尋找擁有傳說中星光美聲的偶像的謎之少女。
曾在觀眾席觀偶然看菈菈的首次登台表演，提出專有名詞 Prism Voice，並認為她是傳說中的星光美聲持有者。
完全沒有被召喚前的記憶，對偶像與現實的知識都是被獨角獸教育的。
在「天堂造型」大賽的決賽中，以複製別人而做出七次不同的主題戲劇贏得天堂造型。
在「天堂造型」無法引發光芒時，由獨角獸為挽留觀眾提出加開的額外比賽，最後被SoLaMi♡Dressing超越而失去天堂造型。
漸漸有了想跟菈菈成為朋友的感情，並且擁有自己的心志。
在輸掉額外比賽後，交換撕開的朋友門票而導致再度沉睡。
最後聽到大家對自己醒來的想法，以星光美聲奇蹟地被喚醒。「覺醒」的法露璐得以重生。
在機台遊戲於'2nd live'12月加入可解禁玩家角色，2015年系列中基本上不能使用，僅有於8月期間限定開放使用。
第2期簡介
由各個少女「好想成為偶像」的憧憬而誕生的歌姬玩偶。
失去了從前複製的能力，取而代之得到的是普通少女的心。
現在跟獨角獸一起探索星光樂園未開發的地區。
第53話表示其正於星巴黎（PriPari）並透露於暑期內回到星元宿星光樂園（日本）遊玩。
參加夢幻大賽並加入紫京院響的天才組合。
第86話大賽進行中阻止響敲鐘成為歌姬玩偶，後被菈菈救回。
第89話離開星元宿星光樂園(日本)與芙羽璃、響回去歐洲星光樂園。
第3期簡介
第111話成為女神偶像候選人。
第140集中一度來到帕普莉卡學園上課。
- 主題戲劇

- 冰雪城堡幻影（Frozen Castle Mirage）『フローズンキャッスルミラージュ』

使用於本劇第26、30集。
- 夜空中的閃亮月光漫步！（Yozora No Moonlight Traveling!）『夜空のムーンライトトラベリング！』

使用於本劇第30集。（模仿SoLaMiSmile）
- 新鮮採摘 甜蜜果園（Mogitate Sweet Park）『もぎたて スイーツパーク』

使用於本劇第30集。（模仿美莉＆菈菈）
- 送給你的驚喜禮物（Tokimeki Present For You）『ときめき プリゼント・フォー・ユー』

使用於本劇第30集。（模仿SoLaMiSmile）
- 解放少女 瓦爾基麗（Kaiho Otome Valkyria）『解放乙女 ヴァルキュリア』

使用於本劇第30集。（模仿蘇菲）
- 音響全開 一起搖滾（Stereo Zenkai 2x3 = Rock!）『ステレオ全開 2x3=Rock!』

使用於本劇第30集。（模仿Dressing Pafe）
- 全力衝刺！高飛熱氣球！（Zenryoku Dash! ! Tobase Balloon!）『全力ダッシュ！！飛ばせバルーン！』

使用於本劇第30集。（模仿Dressing Pafe）
- 傳達心意 時鐘之花（Todoketai! Tic Tac Flower）『届けたい！チックタックフラワー』

使用於本劇第34、35、37、58、70、75集。
綠風芙羽梨（Midorikaze Fuwari，配音員：佐藤梓（日本）、謝佼娟（台灣）、何璐怡（香港））
代表顏色：  緑色
第50話起登場，自然系偶像，受紫京院響的邀請，為了參加星光樂園的公主候選，從歐洲（極有可能是瑞士小夏戴克）來到私立帕普莉卡學園寄宿，轉學入中等部2年D班就讀。
富有自然的魅力，擅於親近動物，但對都市生活的各種常識似乎嚴重欠缺。（甚至不會使用手機）
第56話時因拒絕王子替她安排與「Celebrity 4」組隊的安排，決定退出公主候選的計畫，以一般學生的身分留在私立帕普莉卡學園。
第75話時因了解到王子欺瞞並利用自己的事實，而暫時回到歐洲療癒心傷。
第81話因想了解響，決定回去天堂宿。第83話與味美同時回到天堂宿。
第87話要救響，結果反而掉進無底洞裡面。
第88話夢幻巡遊中被桃樂絲迎接。
第89話離開樂園宿(日本)與法露璐、響回去歐洲星光樂園。
主要的穿着品牌為自然系的CoCo Flower。
魅力特點是「自然」（ナチュラル），魅力顏色是「綠色」。
第3期簡介
第108話成為神之偶像候選人。
- 主題戲劇

- 不可思議的山泉樂團（Fushigi No Izumi No Orchestra）『不思議の泉のオーケストラ』

使用於本劇第52、55集。
紫京院響（Shikyoin Hibiki，配音員：齋賀光希（日本）、巫玉羚（台灣）、袁淑珍／周恩恩（《星光樂園劇場版 一起閃耀吧！閃亮亮☆星光LIVE！》）（香港））
代表顏色：  黃色
第50話起登場。名流系偶像，私立帕布莉卡學園的高中部1年級生。是營運帕布莉卡學園的帕布莉卡集團，董事長之孫。代替其擔任學園的代理理事。
從歐洲歸國，在歐洲（極有可能是法國巴黎）的星光樂園是大紅大紫的電影明星。
曾在「Mr. 宇宙級·世界級·年度王子」中獲勝，有著被授予『最高王子』稱號的輝煌經歷之人。
在歐洲偶然遇到芙羽璃並引介她來到日本的星光樂園。
曾因為了令芙羽璃作為一位出色的公主而要求芙羽璃為比賽更換主題戲劇和歌曲。
其真實目的為策劃打造偶像夢幻大賽的最強隊伍而找上芙羽璃，因為芙羽璃自願退出計畫而放棄了她。在放棄芙羽璃之後將目標轉向法露璐、蘇菲和詩音。
第57集起以「怪盜Genius」的身份現身於星光樂園，並先後盜取菈菈等人的夏日大賽及秋日大賽獎品服飾，成為星光樂園追緝的對象。
把大家分類為笨蛋、句尾、沒用、敵人、天才、惡魔、星光樂園、自然等(於第89集把自己分類為笨蛋)
菈菈原本是笨蛋，但是因為有一次以PriparaPolice的身份跟響發生口角，所以被響認為「敵人」。
於第73話以真面目進入星光樂園上台表演，揭曉自己的真實性別為女性，並歸還獎品給菈菈等人，但不承認菈菈等人做為偶像的資格。
於冬日夢幻大賽率領名流樂園歌劇團且勝出，並且取代赤井眼鏡哥的「Prism Stone」店員位置，將星光樂園大改造為「沒有朋友，只有對手」的「名流樂園（セレパラ）」，立下新規則禁止沒有晉升到高等等級的偶像上台表演。
非常討厭語尾，對於有語尾的偶像同樣感到討厭（劇中每當她一聽到語尾的時候就會頭痛並且作嘔，同時還會戴上耳機將其屏蔽），不僅如此她還非常害怕見到行事極度瘋狂的黃木味美。
第83話透露出響小時候的痛苦經歷。她本來有很多朋友和她一起玩耍，及一大堆僕人待奉她的。但有一天她父母出海時遇難身亡，導致家道中落，朋友和僕人們紛紛離她而去。但後來確認了響的父母仍然生存，與她絕交的朋友們和辭職的僕人們全部都回來想與她重修舊好，但他們早已經深深傷害了響的內心，令她以後不再信任別人和鄙視友情。
第84話表示其希望透過敲擊大獎鐘許願並成為歌姫娃娃 。
第89話離開樂園宿(日本)與法露璐、芙羽璃回去歐洲星光樂園。
主要的穿着品牌為名流系的Brilliant Prince
魅力特點是「名流」，魅力顏色是「黃色」。
第3期簡介
第114話成為神之偶像候選人，并最終承認友情的重要性。
偶像時間星光樂園 簡介
本作第22話中將星巴黎的赤井眼鏡哥推開，掌握了星巴黎系統的實權，事實上成為了星巴黎的實權管理者（但是沒有進行名流樂園化）。
第32話中，和雷歐娜一起擔任男女星光樂園聯合活動「星夢慶典」的主持人，透露了關於SoLaMi♡SMILE的想法，和秀香一樣，至今仍不承認SoLaMi♡SMILE成為女神偶像的想法。
偶像樂園星光樂園 簡介
第5話中首次以特例身份進入男星樂園（第一個也是唯一一個可以自由進入男星樂園（男子星光樂園）的女性），與馬利奧進行演出對決，首次在男星樂園上台表演。
- 主題戲劇

- 藍寶石革命純真亂舞（Sapphire Kakumei Junshin Ranbu）『サファイア革命純真乱舞』

使用於本劇第73、74、111集。

### NonSugar
真中音（Manaka Non，配音員：田中美海（日本）、鄭可欣（台灣）、成瑤孆（香港））
代表顏色：  粉红色
菈菈的妹妹。可愛系偶像，帕普莉卡學園小學部三年級生(第二期是升上四年級生)，擔任小學部的飼育兼廣播委員。個性與菈菈相反，思想較為超齡，但是說話有時帶刺。知道菈菈在星光樂園擔任偶像後幫忙她妨礙著校長，但代價是會要求菈菈要偶像的簽名。
誓言要到星光樂園成為偶像，與菈菈決戰，但她要菈菈成為神級偶像再進行對決。
多次在菈菈失望和傷心時安慰她，成為菈菈重獲信心的動力來源。
透過電話與身處於星光樂園的法露璐結為好友。尊稱法露璐為「法露璐大人」。
於第98話得知她已在第90話時就拿到星光票卡，在來到星光樂園前曾經煩惱以那一個形象到星光樂園，更為此設計了型格、流行、可愛三種形象，但最後決定以佳音的形象進入星光樂園，而來到星光樂園後就遇到抱著相同想法的舞沙查，所以就找了舞沙查做經理人，在跟眼鏡姐提議後她決定同時以珠音、皮音和花音的三重身份成為第四個神之偶像的候选人。
於第101話因為舞沙查的失誤還有意外被高瑪、舞沙奇發現Triangle其他兩個都是立體投映所以停止了一人三角Triangle的活動，開始為新的三人組尋找同伴。
於第117話中親眼見到了知里本來的害羞文静性格時令她大吃一驚，也是在這一話中她被大神田校長吩咐去照顧仍然野性十足的佩帕。
於第120話中正式與知里和佩帕組成偶像組合NonSugar。
主要的穿著品牌為可愛系的Twinkle Ribbon Sweet。
魅力特點是「可愛」，魅力顏色是「粉红色」。
月川知里（Tsukikawa Chili，配音員：大森日雅（日本）、詹健兒（香港））
代表顏色：  黃色
於第三期第90話登場。名流系偶像，遊戲裡於2016系列第4彈登場，11月15日生日。
就讀於鄰鎮小學的五年級女生，是菈菈的狂熱崇拜者，她随後在菈菈的帶領下前往星光樂園遊玩，家裡練習花道，是月川流花道的第七代繼承人，非常害怕蟲子，而且還是一個超級潔癖狂（超愛乾淨，哪怕有一丁點兒髒東西都要洗乾淨）。
雖然初次見面的時候是一個很害羞和文静的女孩，但一段时间没見後當她再次踏入星光樂園時，樣子突然變得非常高傲而且極度狂妄（原因是她的魅力特點已經改變成了「名流」），不僅對菈菈等人完全不放在眼裡，而且還將她們視為競爭對手，其身上散發出的名流氣場甚至能壓迫得對方不自覺的下跪。
於第120話中正式與小音和佩帕組成偶像組合NonSugar，也是在這一話中還透露出知里的祖母多年前曾經去過星光樂園。
於第123話中成為神之偶像的候选人，并與先前她唯恐避之而不及的佩帕成為了好朋友。
於偶像時間星光樂園的第40話中當她首次遇见樣子與自己幾乎如出一轍的幸多滿時甚至與後者鬥得不可開交。
主要的穿着品牌為名流系的Dear Crown。
魅力特點是「名流」，魅力顏色是「黃色」。
太陽佩帕（Taiyou Pepper，配音員：山下七海（日本）、何宥妊（台灣）、陸惠玲（香港））
代表顏色：  綠色
生日在2月9日
於第109話登場。自然系偶像，由非洲大草原（有可能位於納米比亞共和國或者波札那共和國）的獅子養育的女孩子。在菈菈她們到大草原的時候，在遠方看着芙羽梨馴服獅子，看似對菈菈她們有興趣的樣子。
於第116話時為了獨立成為世界的王者而離開非洲，來到菈菈所在的星光樂園，因拐走了一眾偶像的經紀人作為糧食引發騷動，事後她釋放了所有被拐走的經紀人并用舔口水的方式與眾人成為了好朋友。
於第117話中被葛羅莉亞安排到帕普莉卡學園就讀，因學歷關係從小學一年級開始學習（真實年齡不詳），被葛羅莉亞命令要聽從飼育委員小音的話。
於第120話中正式與小音和知里組成偶像組合NonSugar。
於第123話中成為神之偶像的候选人。
遊戲裡於2016系列第4彈登場。
主要的穿着品牌為自然系的Sunny Zoo。
以為大家都是動物
魅力特點是「自然」，魅力顏色是「綠色」。

### TRIANGLE
於第三季第91話突然公開的三人團體，實由真中音一人藉由虛擬影像同時扮演的三個偶像形像的一人團體，共用品牌為女神造型的品牌Rosette Jewel。
珠音（Junon）配音員：田中美海（日本）、鄭可欣（台灣）
代表顏色：  紫色
於動畫第三季第91話片尾及遊戲2016系列登場，先前3月8日星期二已經用朋友卡的方式登場。
冷酷系偶像，為星光樂園中突然出現的不明組合，「Triangle」的成員之一。
目標是成為星光樂園第一等的超絕酷炫偶像，「蝴蝶」是她的標記。
性格冷酷高傲，對菈菈等人完全不放在眼裡。對於每場演唱會和比賽很有自信。
頭髮淺紫色部分表示3。
- 主題戲劇

- 秘密的奇幻萬花筒（酷炫）（Himitsu no wonderful scope (Cool)）『ひみつのワンダフルスコープ（クール）』

使用於本劇第92集。
魅力特點是「型格」，魅力顏色是「紫色」。
皮音（Pinon）配音員：田中美海（日本）、鄭可欣（台灣）
代表顏色：  藍色
於動畫第三季第92話及遊戲2016系列登場。
流行系偶像，為星光樂園中突然出現的不明組合，「Triangle」的成員之一。
自稱為「友好的皮音星的公主殿下」的流行系偶像，個性十分活潑，「星星」是她的標記。
說話時語尾會加上「～皮皮」（～ぴっぴ）。
頭髮淺紫色部分表示2。
- 主題戲劇

- 秘密的奇幻萬花筒（流行）（Himitsu no wonderful scope (Pop)）『ひみつのワンダフルスコープ（ポップ）』

使用於本劇第93集。
魅力特點是「流行」，魅力顏色是「藍色」。
花音（Kanon）配音員：田中美海（日本）、鄭可欣（台灣）
代表顏色：  粉紅色
於動畫第三季第94話及遊戲2016系列登場。
可愛系偶像，為星光樂園中突然出現的不明組合，「Triangle」的成員之一。在98集裏裡進行「Triangle」的出道表演並和珠音、皮音變成神之偶像的候選人。
是隊伍裡領隊般的存在，言行表現很討人喜歡，但有時會說話帶刺，「花朵」是她的標記。
另外他還很喜歡做俏皮的吐舌頭動作，連表達自己的感情時都會在結尾加上一個「花音俏皮」（かのぺロ！）。
頭髮淺紫色部分表示1。
- 主題戲劇

- 秘密的奇幻萬花筒（可愛）（Himitsu no wonderful scope (Lovely)）『ひみつのワンダフルスコープ（ラブリー）』

使用於本劇第94集。
魅力特點是「可愛」，魅力顏色是「粉紅色」。

### 其他遊戲角色
赤井眼鏡姐（配音員：伊藤加奈惠（日本）、傅其慧（台灣）、李潤知→曾秀清（香港））
「Prism Stone」店員。在前作「星光少女」系列出場。
在本作除了擔任實體店面的店員，在星光樂園裡有複數以上的存在。
根據服裝的顏色及設計的不同，職務同樣不同。
於遊戲初期為NPC角色，2015系列開始第6彈作為遊戲人物登場，與其他人物不同的是眼鏡姐可以同時作為主要位置人物及朋友位置人物。
主要的穿着品牌為精選系的Prism Stone。
- 主題戲劇

- 一起來星光樂園！(Let's Go ）『レッツ・ゴー・プリパラ』

使用於本劇第79集。
北條宇裳（Hojo Cosmo，配音員：山本希望（日本）、巫玉羚（台灣）、林元春（香港））
代表顏色：  紫色
動畫中最初於本作片頭曲出現，第4集正式出場。機台遊戲於2014年系列第3彈1月份出場。
北條蘇菲的姐姐，有著淡藍髮色的美女。
於前作星光少女為3DS作品「星光閃耀MY☆DESIGN」登場的原創角色，在前作設定為中學二年級生。
在本作年齡不詳（目測大約20歲左右）。
著手於星光樂園造型的大時裝設計師，與味美是七年前就讀設計師學校以來的舊識。
代替在海外到處工作往來的雙親，擔任蘇菲的監護人角色。
主要的穿着品牌為精選系的Prism Stone。
於第三季與味美、相子組成Ucharri Big Bang。
魅力特點是「酷炫」，魅力顏色是「紫色」。
- 主題戲劇

- 霓虹的摩天輪（Neon Lights Roulette）『ネオンライトルーレット』

使用於本劇第31集。
黃木味美（Kiki Ajimi，配音員：上田麗奈（日本）、傅其慧（台灣）、張頌欣（香港））
代表顏色：  藍色
在機台遊戲於2015系列3rd系列10月份及第64話起登場。
私立帕普莉卡學園的新任美術教師。喜愛藝術，非常憧憬達文西，連語尾口癖也加上"達文西"。
除了藝術之外亦非常熱愛水果，自稱為「椪柑（ポンカン）」。
喜歡四處塗鴉，對猶如繪畫般的服裝十分雀躍。
言詞會摻雜不同象聲詞與美術用語等等，做事違反常理，非常難以捉摸。
與宇裳是七年前就讀設計師學校以來的舊識。
於秋之大獎賽以星光樂園出道等級與啦啦等人取得勝利。
於第79集離開天堂宿，回到星凡爾賽。
於第83集與芙羽璃同時回到天堂宿，告知菈菈等人響童年時在星凡爾賽的過去。
主要的穿着品牌為流行系的Candy Alamode More。
於第三季與宇裳、相子組成Ucharri Big Bang。
魅力特點是「流行」，魅力顏色是「藍色」。
- 主題戲劇

- 喀嚓喀嚓！毛絨動物王國！（Chokichoki! Nuigurumi okoku!）『チョキチョキ!ぬいぐるみ王国!』

使用於本劇第64、65集。
茱莉（Jewlie，配音員：上田麗奈（日本）、曾秀清（香港）、傅其慧（台灣））
在機台遊戲於2016系列初期作為NPC登場，出現於"神級挑戰"；於2016系列第4彈可作為玩家角色登場。
出現在op7裡，正式登場於第93話，她的存在是掌管神級偶像誕生之鑰的女神。時間精灵法拉拉和嘉拉拉的三妹，女神珍妮絲的三姊。
據說在神級偶像大賽升級的時候便會降臨，引導偶像們成為神級偶像，也有認証偶像成為神聖偶像的資格。
於第117話時正式現身星光樂園做偶像。
第118話時表明，從以前就一直注意著星光樂園的發展，也想要自己登台當偶像，因此創造票券化身為嬰兒茱露露來到人間。
當神級偶像大賽完結時，解鎖全部神之裝束。
在第130話因與珍妮絲交換了力量而導致面臨消失的危機。
在第138話正式加冕SoLaMi♡SMILE為新一代神之偶像後消失。
隨後在第139話因為SoLaMi♡SMILE及眾人的歌聲重新回歸，並擔任新的工作--把星光樂園的門票送到每一个女孩手上。
茱露璐（Jululu）
於第89話尾登場，正式登場為90話尾，星光樂園突然出現的謎之嬰兒。
與菈菈初遇後，順勢讓菈菈作為母親代為照顧。經常用「媽媽」稱呼菈菈。
可以進入通訊器"Rosette Pact"的三次元空間，除了可以在星光樂園外的世界行走外，亦能從菈菈持有的"Rosette Pact"進入到他人持有的"Rosette Pact"中。
最終在第94話中證實她的真正身份就是茱莉。
他人之中僅有法露露懂得明白她的話語。
角色形象來自於法露露的未採用設定
- 主題戲劇

- 星之彼岸協奏曲（Hoshi no kanata no Concerto）『星の彼方のコンチェルト』

使用於本劇第117集。
珍妮絲（Janice，配音員：豐崎愛生（日本）、廖杏茵→吳羨婷（香港））
在機台遊戲於2016系列第6彈可作為玩家角色登場。
於第117話尾登場，女神茱莉、時光精灵法拉拉和嘉拉拉的四妹，同樣身為女神，負責作為影子在背後支援三姊茱莉。擁有認證神級偶像和神聖偶像的資格。
有着與茱莉同樣的外表，不同的是白髮與黑色的打扮。
雖然沒有想成為偶像，在姐姐的半強迫下被拉至星光樂園，在第90話的時間點一樣變成嬰兒的樣貌，並被知里偶然撿到。
其嬰兒型態與茱露露亦外貌相同，雖保有女神型態時的心智和語言能力，但由于不是神之杖的持有者，反之不能離開"Rosette Pact"的空間外。
反對姊姊成為偶像造成星光樂園崩壞的風險，決心要把姐姐主掌「神級偶像大賽」的神之杖的所有權搶走，而在幕後支援知里。
在第138話因試圖阻止姐姐茱莉的消失，卻不幸與其一同消失，臨消失前她將神之杖託付給了SoLaMi♡SMILE的眾人。
隨後在第139話因為SoLaMi♡SMILE及眾人的歌聲重新回歸，正式成为掌管神之杖的女神。

## 動畫登場人物

### 星光樂園（プリパラ）
在星光樂園的入口設在Prism Stone店內，由完善的系統所構成，任何收到邀請的女孩都可以在此進行唱歌、和跳舞、時尚的對決。

#### 星探吉祥物
高瑪（Kuma，配音員：鈴木千尋（日本）、莊汶錡（台灣）、黃積權（香港））
Pripara世界裡的星探吉祥物。外表是一隻粉紅色的小熊。
本名為高勞斯・亨利克・波傑塔・馮・包凱爾・修特羅貝爾・卡修・迪・拉・瑪內吉三世。
本名很長，因此用「酷瑪」暱稱代替之。
說話語尾口癖會加上「～酷瑪」（～クマ）。
擔任培育傳說偶像團體的工作，為美莉與其隊伍「SoLaMi♡SMILE」的經紀人。
個性乍看脫線滑稽，但很為自己負責的偶像著想。
於第二期起與小兔關係緩和，並為各主要經理人共同守護旗下偶像。
於偶像時間星光樂園中它因為在天堂宿闖了大禍而被剝奪了經紀人資格，不得不改行當起了送貨員。也是在這一期的第5話中它來到啪啪拉宿并為小唯的經紀人普妮空提供訓練和指導。
舞沙奇（Usagi，配音員：寺島拓篤（日本）、蘇振威（台灣）、關令翹→李凱傑（香港））
Pripara世界裡的星探吉祥物。外表是一隻紫色的兔子。
本名為依魯・米歇爾・喬治・新德拉里・超級・你好・弗朗索瓦・深深愛你四世。
本名很長，因此用「舞沙奇」暱稱代替之。
說話語尾口癖會加上「～舞沙」（～ウサ）。
有著高傲，瞧不起人的性格，尤其經常嘲笑成績不起眼的酷瑪。
為蘇菲的經紀人，一手培育蘇菲從童星成為超人氣偶像，但暗地裡操縱無力反抗的蘇菲為所欲為。
在蘇菲因加入「SoLaMi♡SMILE」而脫離他後，誓言對小熊一行人展開報復，轉而擔任「Dressing Pafé」的經紀人。
於第二期起與酷瑪關係緩和，並為各主要經理人共同守護旗下偶像。
獨角獸（Unicorn，配音員：大谷育江（日本）、巫玉羚（台灣）、劉惠雲（香港））
與法露璐一起行動的星探吉祥物。外表是一隻粉紅色的獨角獸。
本名為優里烏斯・穆帕姆匹斯・亞達曼提歐斯・妮可拉可普魯魯・亞娜古薩葛拉斯・歐蒂瑟亞斯・普羅可匹亞斯・通多魯・茲拉可杜科夫・妮可戴摩斯・梅托洛法內斯・凱隆魯・伊歐魯蔻斯・賽巴斯汀亞農斯・帕拉斯蓋龐斯・傑諾・帕魯提諾普・庫利桑提・亞庫那西亞・艾烏提魯貝・哈魯莫妮亞・戴梅托利昂。
首次登場為第14集OP2，實際登場為第17集。
說話語尾口癖會加上「～的啾」（～でちゅ）。
作為法露璐的經理人和作為監護者的角色 , 禁止法露璐說出自己的秘密。不准法露璐接近任何人並交換同樂卡。亦對接近法露璐的人不給好臉色看。
過去在研究星光造型套裝時偶然發現召喚法露璐的票券，並知道法露璐的真正來歷。
第38話時因見證了法露璐的成長，決定自己前往外域的星光樂園而留下法露璐，但最後兩人一起離開。
第58話與法露璐回到樂園宿(日本)遊玩，其後再次離開。
第88話夢幻巡遊和嘉露璐回來。
第89話離開樂園宿(日本)與芙羽璃、響回去歐洲星光樂園。
與其他星探經理人職責不同，她由過往的經理人工作改為保護、培養更多的歌姬玩偶和繼續搜尋更多遺落的卡片。
妮歌（Neko，配音員：今野宏美（日本）、謝佼娟（台灣）、吳羨婷（香港））
第二季登場。星探吉祥物之一。外表是一隻黑色的貓咪。
擔任「末日戰場」的經紀人。舉止充滿魅力，也是酷瑪和舞沙奇心儀的對象之一。
暗地裡企圖阻止「SoLaMi♡SMILE」與「Dressing Pafé」的再集結，其後放棄。
在Pripara世界裡經營著一家小酒吧，酷瑪等吉祥物經常光顧。
擅長利用酒吧刺探敵情，並操縱愛慕她的男客們得到各種利益。
說話語尾口癖會加上「～妮歌」（～ねこぉ～ん）。
于偶像時間星光樂園第13話中揭露其本名為奈費爾迪迪・切夏諾瓦爾・佩德羅尼烏斯・普魯托・安托-澤-菲德爾・庫尼約希・柳索吉・夏露佩洛・烏爾塔爾・庫・茱尼・希洛克・奧瓦-科恩班哈。
多利子（Toriko，配音員：愛河里花子（日本）、蕭秀玲（台灣）、魏惠娥（香港））
第二季第51話登場。星探吉祥物之一。外表是一隻青色的鳥，被稱作「虜獲不幸的青鳥」。
因為與自己拉上關係的人都會發生不幸，所以他人都不想靠近。
任何事情都會想得很負面。
與不怕不幸的芙羽璃相遇成為好朋友及其經紀人。
第89話以後跟隨芙羽璃一起前往歐洲星光樂園發展。
說話語尾口癖會加上「～多莉」（～とり）。
先出現於動畫39話第2期的OP4中。
哈姆前輩（Hamu Senpai，配音員：野島裕史（劇場版）、古川慎（動畫版）（日本）、（台灣）、葉振聲（香港））
本名為漢尼拔・凱撒・伊麗莎白・亞爾基梅迪斯・牛頓・公爵・The 東鄉・波斯尤吉羅・瑪斯塔奧夫・馬斯科特・And・the・新世紀・We・are・the・world・We・are・the・sunflower・弗里德里希・H・A・M・太郎・the・great・golden・塞拉伊姆。
說話語尾口癖會加上「～哈姆」（～ハム）。
第二季第64話登場。星光樂園世界的警部。外型是一隻橙色的倉鼠。
很受酷瑪與舞沙奇崇拜。
因為授予味美屬於警部的魅力徽章，而成為其經紀人。
經常啃食葵花子。
舞沙恰（配音員：諸星堇（日本）、巫玉羚（台灣）、曾佩儀→葉曉欣（香港））
第二季於第49話登場，為舞沙奇的妹妹，於吉祥物學校內讀書。雖然幾乎看到自己的哥哥被高瑪的詭計沉迷着，但最後也使自己的哥哥重拾信心，繼續努力訓練偶像。
第三季時從學校畢業，成為偶像組合「TRIANGLE」的經紀人，并宣佈與哥哥互為敵手。
第118話中因為發現小音、知里和佩帕三人很有組成隊伍的潛力，為了促成三人組隊，她甚至還差點不惜犧牲自己，將自己作為食物讓佩帕吃掉。
于第120話小音、知里和佩帕三人組成NonSugar之後開始成為其經紀人。
說話語尾口癖會加上「～舞恰」（～うじゃ）。
于偶像時間星光樂園第13話中揭露其本名為溫蒂・科特恩迪爾・拉・皮尤恩基修・薩弗・貝雅特里克斯・恰明古。
企鵝（Penguin，配音員：吉野裕行（日本））
傳說中偶像團體「SAINTS」（セインツ）的經紀人。
白熊貓（Shiropanda，配音員：佐久間玲（日本））
黑熊貓（Kuropanda，配音員：高乃麗（日本））
浣熊，狐狸，老鼠（配音員： 野島裕史（アライグマ）、金谷ヒデユキ（キツネ）、太田哲治（ねずみ）（日本）、（台灣）、（香港））
共同於第54話登場，為黑貓酒吧的常客，途中慫恿他們擔當於博物館的幽靈角色。

#### 相關人員
赤井眼鏡姐
參考其他遊戲角色。
赤井眼鏡哥（配音員：諏訪部順一（日本）、蘇振威（台灣）、鄧志堅（香港））
「Prism Stone」店員。為本作的新角色。在星光樂園世界中擔任系統管理者一職。
與作為複數以上存在的赤井眼鏡姐不同，在菈菈所在的星光樂園"樂園宿"是唯一的存在。然而在全世界各區域的其他星光樂園內，亦有其他的眼鏡哥分別擔任各地區域的管理者，並定期舉行"眼鏡哥集會"討論星光樂園系統的重要事宜。
第77集位置被紫京院響取代系統管理員身分而過著避人耳目的生活。
第80集受到妮歌訓話而開始振作，並開始用地下舞台來培養菈菈等無法於名流樂園演出的偶像。
第86集努力隊伍勝出緣故而回覆管理員地位。
海獅船家（配音員： 武内駿輔（日本）、巫哲棋（香港））
於新區域內的水塘工作，並經常於賽艇上優雅地歌唱。
占卜貓（配音員：石井未紗（日本）、謝佼娟（台灣）、黃麗芳（香港））
擁有「算命白貓」之美譽，經常拿着水晶球去占卜。
詛咒蜘蛛（配音員：蘇強文（香港））
於第54話登場。居住於星光樂園博物館，於館內有一定的地位。
星光樂園警察總部長官（配音員：金光宣明（日本）、（台灣）、劉昭文（香港））
於第72話登場。星光樂園警察總部的最高長官。

### 帕普莉卡學園（パプリカ学園）
菈菈一行人就讀的學校，分為小學部，中學部與高中部。於第2季時由紫京院響暫擔任學園的代理理事一職。
大神田葛蘿麗亞（Ookanda Gloria，配音員：高乃麗、津田美波（糖霜）（日本）、許雲雲（台灣）、許盈、陸惠玲（代配）→謝潔貞、成瑤孆（糖霜）（香港））
帕普莉卡學園小學部校長。現年30歲，體型高大的銀髮女性。非常討厭「朋友」這個字眼和「星光樂園」生。
自行把「星光樂園」列入小學部校規的禁止事項中，能夠用鼻嗅出「星光票卡」，再使用名為「小莉娜（リナちゃん）」的手提吸塵機將「星光票卡」沒收。
強烈懷疑菈菈違反校規 出入星光樂園 ，不斷使計想揭穿菈菈的秘密，但一再被菈菈蒙混過去。
不能進入星光樂園的半徑100米範圍內，據說是因為身體負荷不了。
喜歡吃菈菈家裡賣的披薩。
第23話時藉著中學部校長退休而兼任其位，也將「星光樂園」的禁止令沿用至中學部。
第24話揭露自己在20年前也曾出入「星光樂園」，藝名為「糖霜」 （シュガー）。因對隊友「姬香」的失蹤懷恨在心才積極抵制星光樂園。
第25話發現姬香未背叛自己後，將本來被自己沒收的星光票根歸還給學生並廢除禁止令，重新回到星光樂園遊玩。在星光樂園使用語尾口癖「葛蘿」（グロ）。
愛媛奈央（配音員：南條愛乃（日本）、鄭可欣（台灣）、廖杏茵（香港））
出生日期11月20日，天蠍座，血型不明。與菈菈同一天出生。
菈菈的好友兼同班同學。個性十分溫柔。
第1話被沒收星光票卡，無法進入星光樂園。
第8話中得知菈菈已經拿到星光票卡，且還是自己最喜歡的偶像「菈菈」後，曾因嫉妒而討厭菈菈，在聽見菈菈的道歉及歌聲後原諒菈菈，並拿到菈菈的朋友卡。
第25話拿回自己的星光票卡並得以進入星光樂園。
鐵壁定子（Omae Sadako，配音員：楠田亞衣奈（日本）、巫玉羚（台灣）、曾秀清（香港））
中學部學生，蘇菲親衛隊隊長。對蘇菲誓言徹底忠心。
鍋島相子（Nabeshima Chanko，配音員：赤崎千夏（日本）、曾佩儀→伍秀霞（香港））
中學部學生，蘇菲親衛隊隊員。擅長相撲。
於第三季與味美、宇裳組成“Ucharri Big Bang”。
雨宮春希（Amamiya Haruki，配音員：粕谷雄太（日本）、鍾見麟、黃積權（《星光樂園劇場版 一起閃耀吧！閃亮亮☆星光LIVE！》）（香港））
美莉的同班同學，同是風紀委員會成員之一，非常仰慕美莉。從美莉在星光樂園出道以來，就一直知道美莉的真實身分。
WITH男星樂園舞台劇和偶像樂園星光樂園第2話結尾交代了可以自由進入星星元宿男星樂園。
德田寧寧（Tokuda Nene，配音員：南條愛乃（日本）、巫玉羚（台灣）、成瑤孆（香港））
帕布莉卡學園新聞部部員。
因愛慕的社團學長古賀（配音員：武内駿輔（日本）、關令翹（香港））迷戀星光樂園的偶像，而對星光樂園感到嫌惡，並受校長委託刺探菈菈。受到菈菈鼓勵後去除了對星光樂園的負面印象，並成為菈菈的粉絲。
黃木味美
參考其他遊戲角色。

### 相關親屬
菈菈的媽媽（配音員：佐久間玲、米澤圓（姬香）（日本）、朱妙蘭→黃玉娟（第90集起）、張頌欣（姬香）（香港））
說話聲量頗大，但經常要菈菈不要說話太大聲。雖然沒被菈菈告知去星光樂園的事情，但有所察覺。
第24話時被發現20年前曾以藝名為「姬香」（ひめか）出入「星光樂園」，與「糖霜」（葛羅莉亞）組成雙人組合「Lovely Twister」。
菈菈的爸爸（配音員：草尾毅（日本）、馮錦堂→蘇強文（香港））
與妻女一起經營「爸爸的義大利麵」（パパのパスタ）餐館。知道女兒在星光樂園的事。
美莉的母親（配音員：折笠愛（日本）、傅其慧（台灣）、黃淑芬→魏惠娥（第95集起）（香港））
職業是律師，平時個性溫柔，與丈夫爭執時會啟動家庭「法庭」會議來作了斷。夫婦兩人都支持女兒的明星夢，但也各自希望女兒能繼承己業。
美莉的父親（配音員：坪井智浩（日本）、巫哲棋（香港））
職業是檢控官。
蘇菲的爸爸（配音員：稻田徹（日本）、雷霆（香港））
蘇菲與宇裳的父親，職業是冒險家。為了蘇菲的病症而遠赴外地尋找傳說中的「Celeb Flash」，並開闢農場栽培梅樹。
威斯特的雙親（配音員（母）：進藤尚美、（父）：青山讓（日本）、（母）：伍秀霞、（父）：蘇強文（香港））
日本裔與加拿大裔的夫婦，第20話時於菈菈家附近開設文字燒店「忍者文字燒」（にんじゃもんじゃ）。
WITH男星樂園舞台劇交代威斯特先生是指導丑三學習忍者忍術的師父。
迷你法露露群（配音員：高橋李依、田中逢美、長谷美希、英笑莉（日本）、（台灣）、（香港））
第53話露臉、第58話登場，法露露除了卡露露之外的其他妹妹們，合計100位。外型與法露露相似但體型嬌小，部分體型於第80話變大人。
與法露露一樣，由各個少女「好想成為偶像」的憧憬而誕生的迷你歌姬玩偶。每個妹妹都有不同名字。
芙羽梨的祖父（配音員：玄田哲章（日本）、（台灣）、谭炳文（香港））
第54話提及，第81話登場。與芙羽梨一起在山上飼養動物維生。性格溫厚，但嗜酒。在芙羽梨煩惱時支持她做喜歡的事情。
在劇場版被來訪的味美認為是達文西本人。
響的父親（配音員：祐仙勇（日本）、（台灣）、蕭徽勇（香港））
知里的父親（配音員：佐佐木望（日本）、李錦綸（香港））
知里的父親，性格溫厚，非常害怕母親（也就是知里的祖母）。
知里的祖母（配音員：江森浩子（日本）、沈小蘭（香港））
知里的祖母，同時也是花道的教師，對孫女要求極為嚴厲，身上散發的氣場甚至能將人冰凍，但偶爾也會展現出溫柔的一面。多年前的大正時代她曾經是星光樂園里最活躍的偶像，藝名為「傳奇」（レジェンド）。
大神田普蘿麗亞（Ookanda Ploria，配音員：黛薇·蘇加諾（日本）、袁淑珍（香港））
葛蘿麗亞的姐姐，為私立帕普莉卡學園法國分校的校長，登場于劇場版「星光樂園 大家的憧憬♪ 去吧☆星巴黎」。

### 其他登場人物
Pink Actress(粉紅女孩)
於第129話經赤井小姐表示於早前經已解散。
- 白井奈奈美（Shirai Nanami，配音員：南條愛乃（日本）、魏惠娥（香港））

偶像組合Pink Actress的隊長。
設定為「星光票根紙娃娃系列」的原創角色。
口頭禪是「Cute-P-Con!」（きゅぴこん！）。
第58話與其朋友作公開表演，但被迷你法露璐群搞亂，引起騷動。
第129話經宇及味美表示於早前表演時飛往宇宙並失去蹤影。
- 桃（Momo，配音員：山本希望（日本）、（台灣）、張頌欣（香港））

Pink Actress的隊員。
第58話與其朋友作公開表演，但被迷你法露璐嚴重破壞場地，引起動亂。
- 櫻（Sakura，配音員：布萊德庫特·莎拉·惠美（日本）、（台灣）、（香港））

Pink Actress的隊員。
第58話與其朋友作公開表演，但被迷你法露璐嚴重破壞場地，引起動亂。
榮子（Eiko，配音員：布萊德庫特·莎拉·惠美（日本）、陳皓宜（香港））
中學生，網球社社員。首位與菈菈交換票卷的支持者。一聽到菈菈的歌聲就會充滿精神。
在「星光票根紙娃娃系列」票劵上的名字是坂上新菜（Sakagami Niina）。
芹澤凪紗（Serizawa Nagisa，配音員：山本希望（日本）、林元春（香港））
榮子的中學同學、網球社社員。
為「星光票根紙娃娃系列」的原創角色。
鈴原和香（Suzuhara Nodoka，配音員：田中美海（日本）、何璐怡（香港））
榮子的中學同學、網球社社員。
設定為「星光票根紙娃娃系列」的原創角色。
櫪乙女愛（Tochiotome Love，配音員：森下由樹子（日本）、許雲雲（台灣）、張頌欣（香港））
帕拉利斯女子學院（パラリス女学院）中學部網球社社長，榮子的比賽對手。外貌高壯像男生。
對打扮很沒自信，但在榮子與菈菈的引薦下加入星光樂園，成功變成美麗的模特兒。
暗戀著出國比賽的學校教練錦鯉（配音員：寺島拓篤（日本）、李致林（香港））。
New & Mew（配音員：榎梓（New）、高橋未奈美（Mew）（日本）、劉惠雲（New）、詹健兒（Mew）（香港））
第11話出場。高中聲雙人偶像組合，被小兔作為蘇菲的新團體隊友並名為「SOPHISTEE」，但在蘇菲加入「SoLaMi♡SMILE」後作罷。
其後但被歌手松原貞子吸引到，二人擔當偵察者的位置組成「禎子與New&Mew」組合，二人已經成為服裝的一部分。
於第二期「偶像夢幻大賽」時，再加入兩名新成員，成為五人組服裝同化。
花娜（Hanana，配音員：下屋則子（日本）、何寶珊（第一季）、劉惠雲（第二季起）（香港））
剛開始遊玩星光樂園的閃亮研究生。
小蘭（Lantern，配音員：豬口有佳（日本）、傅其慧（台灣）、魏惠娥（香港））
在星光樂園的萬聖節，與菈菈相遇的少女，身穿南瓜打扮。
於第68話成為萬聖節天后，並前往紐約發展成為偶像。
香川彩葉（Kagawa Iroha，配音員：大久保瑠美（日本）、成瑤孆（香港））
詩音的圍棋對手。
第二期中，詩音邀請加入作夢幻隊伍為成員但受其拒絕。與大神田校長等人組成團隊參與秋季比賽。
安藤玲（Ando Rei，配音員：寺島拓篤（日本）、（台灣）、陳耀楠、黃積權（《星光樂園劇場版 一起閃耀吧！閃亮亮☆星光LIVE！》）（香港））
紫京院響的專屬執事，非常忠誠。同時在星光樂園以經理人的身份照顧她。
身為男性未持有星光樂園的入場票券，但於第72話起受到響的命令，穿上山羊人偶裝偽裝成非人類，得以潛入星光樂園取得其內部資格。
第84話時因為擔心響想要成為歌姬娃娃的願望成真，而將情報透露給地下偶像陣營，並遭到響拋棄。最後在第89話被響召回，一起回去歐洲。
第115話時被優妮蔻正式任命為Tricolore的經紀人助理，并獲得正式別名：山羊・咩咩・哞哞・杏仁豆腐。
Celebrity 4（セレブリティー 4）
於第56集出場，來自歐洲星光樂園當紅頂級偶像，聽從紫京院響的指示和芺羽璃結成夢幻組合，但被芺羽璃拒絕。
於第85集回歸加入響的天才組合，並得知響決定第五人為雷歐那·威斯特，便企圖綁架他，最後以失敗收場 。
- 賽拉（Serah，配音員：三森鈴子（日本）、（台灣）、陸惠玲（香港））
芮卡（Reika，配音員：佐佐木未來（日本）、（台灣）、詹健兒（香港））
布蘭妮（Britney，配音員：德井青空（日本）、（台灣）、黃玉娟（香港））
蒂娜（Tina，配音員：橘田泉（日本）、（台灣）、謝潔貞（香港））

帕當娜
受響的邀請來自美國星光樂園當紅頂級偶像，原於第79話表演，但受埃及的沙麈暴影響，暫未能成功到星光樂園表演，並由赤井小姐代替。
後結婚並退出名流隊的第五人。
SAINTS
三年前解散的Pripara傳說中的神級偶像組合。成員分別是華園美愛、七星艾菈和幸瀨鳴。解散後，美愛目前在星光樂園咖啡店打工，艾菈是知名設計師，小鳴則是「Dear Crown」的店長。
成員形象分別延用自「星光少女」系列中的春音艾菈、上葉美愛和彩瀨鳴。